# Elston Shaw
Elston Shaw, född 16 december 1972, är en friidrottare från Belize. Han deltog vid olympiska sommarspelen 1992.